# Sort mandag
|  | Denne artikel er oprettet af botten PalnaBot ud fra en ekstern database. Den kan derfor have sproglige fejl eller mangler. Denne skabelon kan fjernes efter kontrol af indholdet. |

Sort mandag er en eksperimentalfilm instrueret af Tore Bahnson efter eget manuskript.

## Handling
Gottfred Adler nyder en rolig aften i familiens skød med en god bog og en kraftig gin-opspædet martini. I al hemmelighed skaber han en række drømmepersoner, der alle har til formål at lappe på hans noget flossede selvagtelse som forretningsmand. Men drømme er ikke altid lige lette at styre, og med et slag kan de forvandle sig til det rene mareridt.